# Alexeï Triochnikov
Alexeï Fiodorovich Triochnikov (en russe : Алексе́й Фёдорович Трёшников), né le 14 avril 1914 dans le village de Pavlovka (maintenant dans le raïon de Barychski (en) dans l'oblast d'Oulianovsk) et mort le 18 novembre 1991 à Saint-Pétersbourg, est un explorateur polaire soviétique.

## Biographie
Il a mené la 2e expédition antarctique soviétique (en) et la 13e expédition antarctique soviétique (en).
Il a participé à la défense de la route maritime comerciale du Nord (en) pendant la Seconde Guerre mondiale et a participé à l'expédition soviétique de 1948 au pôle Nord. Entre 1954 et 1955, déposé par 86° N et 175° 45' W, il a dirigé la station dérivante n°3 dans l'océan Arctique.
Il a également été président de la Société géographique de l'URSS (Société russe de géographie) à partir de 1977 et directeur de l'Institut de l'Arctique et de l'Antarctique (IAA) de l'Union soviétique de 1960 à 1981. En 1982, il a été élu académicien de l'Académie des sciences de l'URSS (Académie des sciences de Russie).
Il a reçu de nombreuses décorations dont celle de Héros du travail socialiste et de l'Ordre de Lénine.

## Postérité
Une planète mineure porte son nom, (3339) Treshnikov, découverte en 1978 par l'astronome tchèque Antonín Mrkos. Le navire océanographique Akademik Triochnikov et le golfe de Tryochnikova également.